# رافائل هوهانیسیان
رافائل هوهانیسیان (ارمنی: Ռաֆայել Հովհաննիսյան؛ زادهٔ ۲ آوریل ۱۹۶۸) مجری تلویزیونی و نویسنده برنامه تلویزیونی اهل ارمنستان است.

## زندگی‌نامه
وی در ۲ آوریل ۱۹۶۸ در ایروان به دنیا آمد و از دانشگاه پزشکی دولتی ایروان فارغ‌التحصیل گشت. وی برنده جوایزی همچون مدال موسس خورناتسی است.